# Soulicious
Solicious  è il sesto album in studio della cantante tedesca Sarah Connor, pubblicato il 30 marzo 2007 dalla X-Cell e Universal Music Group.

## Tracce
1. The Impossible Dream (The Quest) – 3:34
2. Soothe My Soul – 4:18
3. Your Precious Love (Duet with Marvin Gaye) – 3:26
4. Get It Right – 4:18
5. Part Time Love – 3:29
6. Sexual Healing – 4:11
7. Son of a Preacher Man – 2:31
8. Soulicious – 3:46
9. Love on a Two Way Street – 3:45
10. One Day I'll Fly Away – 4:20
11. I've Got to Use My Immagination – 3:17
12. I Never Loved a Man (The Way That I Love You) – 2:59
13. Same Old Story (Same Old Song) – 4:24
14. If It's Magic – 3:11